# Grins
Grins è un comune austriaco di 1 407 abitanti nel distretto di Landeck, in Tirolo.